# Evgenij Lagunov
Evgenij Aleksandrovič Lagunov (in russo Евгений Александрович Лагунов?; Arcangelo, 14 dicembre 1985) è un ex nuotatore russo.

## Palmarès
- Olimpiadi

Pechino 2008: argento nella 4x200m sl.
Londra 2012: bronzo nella 4x100m sl.
- Mondiali

Montreal 2005: argento nella 4x100m misti.
Melbourne 2007: bronzo nella 4x100m misti.
Roma 2009: argento nella 4x100m sl e nella 4x200m sl.
Barcellona 2013: bronzo nella 4x100m sl.
- Mondiali in vasca corta

Indianapolis 2004: bronzo nella 4x100m misti.
Dubai 2010: oro nella 4x200m sl e argento nella 4x100m sl.
Istanbul 2012: argento nella 4x100m misti e bronzo nei 100m sl.
- Europei

Madrid 2004: argento nella 4x100m sl.
Budapest 2006: argento nella 4x100m sl.
Eindhoven 2008: argento nella 4x200m sl.
Budapest 2010: oro nella 4x100m sl e nella 4x200m sl, argento nei 100m sl e nella 4x100m misti.
- Europei in vasca corta

Trieste 2005: bronzo nei 100m sl.
Fiume 2008: bronzo nei 50m sl e nella 4x50m sl.
Istanbul 2009: bronzo nei 100m sl.
Eindhoven 2010: argento nei 100m sl, bronzo nei 200m sl e nella 4x50m sl.
Stettino 2011: argento nella 4x50m sl e nella 4x50m misti.
Chartres 2012: argento nei 100m sl, nella 4x50m misti e nella 4x50m sl.
Herning 2013: oro nella 4x50m sl.
- Universiadi

Smirne 2005: oro nei 100m sl.
Bangkok 2007: argento nella 4x200m sl e bronzo nella 4x100m sl.
Kazan 2013: oro nella 4x100m sl.
- Europei giovanili

Glasgow 2003: argento nei 100m sl.